# Force of Habit
| Оценки критиков | Оценки критиков |
| Источник        | Оценка          |
| --------------- | --------------- |
| AllMusic        | [ 1 ]           |

Force of Habit (с англ. — «Сила привычки») — пятый альбом треш-метал-группы Exodus. На данном релизе группа отошла от традиционного треша в пользу грува — песни стали медленнее и более экспериментальными. Большинство названий треков являются фигурами речи.
Force of Habit — последний альбом Exodus с участием барабанщика Джона Темпесты и единственный с участием басиста Майкла Батлера. Только на данном альбоме название Exodus не написано фирменным угловатым шрифтом.
К 2002 году, общее количество проданных копий альбома в США достигло 52 000.
В 2008 году, было выпущено ограниченное переиздание альбома. Упаковка была сделана похожей на оригинальный виниловый выпуск, включая обложку. Был произведен ремастеринг и включены бонусные песни с японского издания.

## Список композиций
| №                   | Название                            | Автор(ы)                             | Длительность |
| ------------------- | ----------------------------------- | ------------------------------------ | ------------ |
| 1.                  | «Thorn in My Side»                  | Холт, Суза                           | 4:06         |
| 2.                  | «Me, Myself & I»                    | Холт, Ханолт                         | 5:03         |
| 3.                  | «Force of Habit»                    | Холт, Суза                           | 4:19         |
| 4.                  | «Bitch» (The Rolling Stones cover)  | Мик Джаггер, Кит Ричардс             | 2:48         |
| 5.                  | «Fuel for the Fire»                 | Холт, Суза                           | 6:04         |
| 6.                  | «One Foot in the Grave»             | Холт                                 | 5:19         |
| 7.                  | «Count Your Blessings»              | Холт, Ханолт                         | 7:31         |
| 8.                  | «Climb Before the Fall»             | Холт, Ханолт, Суза                   | 5:38         |
| 9.                  | «Architect of Pain»                 | Холт                                 | 11:02        |
| 10.                 | «When It Rains It Pours»            | Холт                                 | 4:20         |
| 11.                 | «Good Day to Die»                   | Холт, Ханолт, Суза                   | 4:48         |
| 12.                 | «Pump It Up» (Elvis Costello cover) | Элвис Костелло                       | 3:10         |
| 13.                 | «Feeding Time at the Zoo»           | Батлер, Холт, Ханолт, Суза, Темпеста | 4:33         |
| Общая длительность: | Общая длительность:                 | Общая длительность:                  | 76:48        |

| №   | Название                | Автор(ы)                             | Длительность |
| --- | ----------------------- | ------------------------------------ | ------------ |
| 14. | «Crawl Before You Walk» | Батлер, Холт, Ханолт, Суза, Темпеста | 3:59         |
| 15. | «Telepathetic»          | Батлер, Холт, Ханолт, Суза, Темпеста | 4:48         |

## Состав
- Стив Суза — вокал
- Гэри Холт — соло- и ритм-гитары
- Рик Ханолт — соло- и ритм-гитары
- Майкл Батлер — бас-гитара
- Джон Темпеста — ударные

## Производство
- Записан в Battery Studios, Лондон, Великобритания
- Продюсер и звукорежиссёр — Chris Tsangarides
- Помощники звукорежиссёра: Chris Marshall и Sarah Bedingham
- Сведение: Steve Thompson и Michael Barbiero в Riversound, Нью-Йорк, США
- Дополнительная запись и пересведение: Marc Senesac в The Plant, Сосалито, Калифорния, США
- Мастеринг — George Marino в Sterling Sound, Нью-Йорк, США
- Обложка — Ralph Steadman